# Parafia św. Wawrzyńca w Pniewach
Parafia św. Wawrzyńca w Pniewach – jedna z dwóch rzymskokatolickich parafii w Pniewach, należy do dekanatu pniewskiego. Powstała w XV wieku.
Obecny kościół gotycki z XV wieku, restaurowany po pożarach 1635 i 1772. Mieści się przy ulicy Jeziornej.
Od 1954 do 1965 proboszczem parafii był ks. Edmund Lewandowski.